# 207e division d'infanterie (Empire allemand)
La 207e division d'infanterie est une unité de l'armée allemande créée en 1916 qui participe à la Première Guerre mondiale sur le front de l'Ouest. Elle occupe dans un premier temps un secteur du front dans les Flandres avant d'être engagée à Arras en 1917, puis vers Messines. Au cours de l'été elle combat à Passchendaele. En 1918, la division est engagée sur la Lys, puis elle participe aux combats défensifs en Flandres. La division est dissoute au cours de l'année 1919.

## Première Guerre mondiale

### Composition

#### 1916
- 89e brigade d'infanterie de réserve

413e régiment d'infanterie
209e régiment d'infanterie de réserve
213e régiment d'infanterie de réserve
- 268e régiment d'artillerie de campagne
- 236e compagnie de pionniers

#### 1917
- 89e brigade d'infanterie de réserve

89e régiment d'infanterie de réserve
209e régiment d'infanterie de réserve
213e régiment d'infanterie de réserve
- 207e commandement d'artillerie divisionnaire

268e régiment d'artillerie de campagne
- 1 escadron du 7e régiment d'uhlans (de)
- 207e bataillon de pionniers

#### 1918
- 89e brigade d'infanterie de réserve

89e régiment d'infanterie de réserve
209e régiment d'infanterie de réserve
213e régiment d'infanterie de réserve
- 207e commandement d'artillerie divisionnaire

75e régiment d'artillerie de campagne
38e bataillon d'artillerie à pied
- 4e escadron du 7e régiment d'uhlans
- 207e bataillon de pionniers

### Historique
La division est formée en Belgique, le 209e régiment d'infanterie de réserve est issu de la 45e division de réserve ; le 213e régiment d'infanterie de réserve est issu de la 46e division de réserve. Le 431e régiment d'infanterie est issu de la 204e division d'infanterie avant d'être remplacé par le 98e régiment d'infanterie de réserve en provenance de la 212e division d'infanterie.

#### 1916
- septembre - novembre : activée sur la cote belge dans le secteur de Zeebruges et de Blankenberge.
- novembre 1916 - 27 avril 1917 : mouvement vers le front et occupation d'un secteur entre Zonnebeke et la route reliant Ypres et le canal Ypres-Comines.

#### 1917
- 28 avril - 20 mai : mouvement de rocade, renforcement de la région de Cambrai. Engagée dans la bataille d'Arras vers Bullecourt et du sud de Pronville-en-Artois[1].
- 21 mai - 3 juin : organisation défensive du terrain occupé.
- 4 - 12 juin : retrait du front, mouvement dans la région d'Ypres.
- 12 juin - 7 juillet : engagée dans les derniers jours de la bataille de Messines, puis organisation défensive du terrain occupé.
- 7 juillet - 2 août : retrait du front, repos dans la région de Roubaix.
- 2 août - 8 octobre : engagée dans la bataille de Passchendaele dans le secteur de Hollebeke et de Zandvoorde, contre-attaque en direction de Hollebeke qui est repris, occupation du secteur[1].
- 9 - 20 octobre : retrait du front, repos.
- 20 octobre 1917 - 13 avril 1918 : mouvement vers le front, occupation d'un secteur du front au nord de Lens, vers Loos-en-Gohelle en alternance avec la 220e division d'infanterie[1].

#### 1918
- 14 - 30 avril : engagée dans la bataille de la Lys au nord du canal de La Bassée, franchissement du canal le 18 avril, puis occupation et organisation des positions conquises au sud du canal.
- 1er - 18 mai : retrait du front, repos.
- 18 mai - 2 juillet : mouvement vers le front, occupation d'un secteur vers Hulluch, relevée le 2 juillet par la 10e division de remplacement (de).
- 2 - 4 juillet : mouvement de rocade, par Wahagnies, Libercourt[1].
- 4 juillet - 24 septembre : relève de la 44e division de réserve et occupation d'un secteur vers Vieux-Berquin, puis d'un secteur au sud de Lens en alternance avec la 52e division d'infanterie. La division est relevée par la 111e division d'infanterie[2].
- 25 septembre - 8 octobre : mouvement de rocade, renforcement du front au nord-ouest de Cambrai, violents combats durant cette période.
- 8 octobre - 1er novembre : retrait du front, transport par V.F. dans la région de Deinze. À partir du 14 octobre, occupation de position dans la région de Tielt et de Izegem, puis sur une ligne Courtrai - Gand à partir du 19 octobre[2].
- 2 - 11 novembre : retrait du front, repos en seconde ligne. Après la signature de l'armistice, la division est rapatriée en Allemagne et dissoute au cours de l'année 1919.

## Chefs de corps
| Grade           | Nom                   | Date                              |
| --------------- | --------------------- | --------------------------------- |
| Generalleutnant | Max Schrötter         | 29 août 1916 - 18 octobre 1918    |
| Generalmajor    | Wilhelm Matthias (de) | 18 octobre 1918 - 20 janvier 1919 |